# Darre vom Lion Court

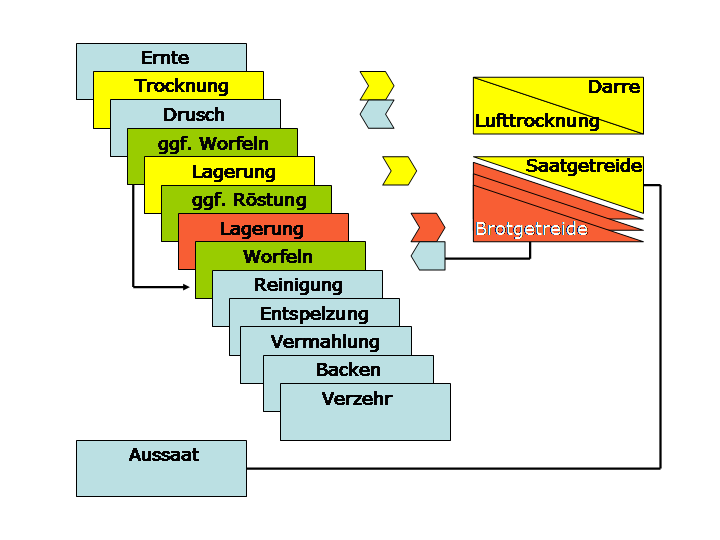
Mittelalterlicher Getreidekreislauf

Die Darre vom Lion Court, (englisch Corn-drying kiln) in Church Stretton in Shropshire, südlich von Shrewsbury, in England wurde 2002 ausgegraben. Sie wurde zum Trocken von Getreide verwendet.
Die Darre bestand aus einer schlüssellochförmig gemauerten Doppelkammer, die in den natürlichen Kiesuntergrund geschnitten war. Die runde Feuerkammer lag am östlichen Ende. Ihre Innenseite war glatt und abgenutzt. Hier befinden sich größere Steinblöcke, die einen Sturz oder eine Tholosdecke gestützt haben. 
In der Trockenkammer wurden keinerlei Funde gemacht. In der Feuerkammer wurden einige Fragmente aus dem 12. oder 13. Jahrhundert und einige zerfallene Tierknochen gefunden. Die Darre lag unter einem Garten oder Hof, der mittelalterliche und jüngere Keramik aus dem 13. bis 18. Jahrhundert barg. Sie scheint im 12. Jahrhundert errichtet worden zu sein und wurde wahrscheinlich im späten 13. oder frühen 14. Jahrhundert verfüllt.